# Darmowy sklep

Wnętrze darmowego sklepu w Bochum w Niemczech.

Darmowy sklep (ang. give-away shop, freeshops, free store, swap shop) – rodzaj sklepu, w którym wszystkie towary są udostępniane bezpłatnie.
W darmowych sklepach, podobnie jak w przypadku sklepów charytatywnych, większość asortymentu stanowią rzeczy używane – jednak wszystko jest dostępne nieodpłatnie. Niezależnie od tego, jakiego rodzaju są to przedmioty, wszystkie zostają udostępnione za darmo, chociaż niekiedy sklepy prowadzą politykę „jeden za jeden”, czyli (czyli tzw. „sklepy wymiany”). Bezpłatny sklep jest formą konstruktywnej akcji bezpośredniej, która umożliwia ludziom wymianę towarów i usług poza gospodarką opartą na pieniądzu.

## Historia
W latach 60. XX w. anarchistyczna grupa artystyczna Diggers otwierała darmowe sklepy, w których oddawała swoje rekwizyty, zapewniała darmowe jedzenie, dystrybuowała bezpłatnie leki, rozdawała pieniądze, organizowała bezpłatne koncerty muzyczne oraz wykonywała dzieła sztuki. Diggers wzięli swoją nazwę od oryginalnych angielskich diggerów, którzy działali podczas rewolucji angielskiej w XVII w. Starali się stworzyć mini-społeczeństwo wolne od pieniędzy i kapitalizmu. Chociaż darmowe sklepy nie były rzadkością w Stanach Zjednoczonych od lat 60. XX wieku, to dopiero ruch freegański szerzej zainspirował do ich tworzenia.

## Typy
W darmowym sklepie każdy ma możliwość zabrania rzeczy, która jest mu potrzebna. Osoby najczęściej korzystające z darmowych sklepów to ci, którzy są do nich prowadzeni z potrzeby (ubodzy finansowo, tacy jak studenci, samotni rodzice czy osoby starsze) lub z przekonania (antykapitaliści czy ekolodzy). Sklepy działają również w oparciu o wymianę. W sytuacji, jeśli ktoś chciałby wziąć jakąś rzecz ze sklepu, musi w zamian zostawić coś innego, co mogłoby być przydatne komuś innemu.
W Polsce darmowe sklepy znajdują się w różnych miastach, m.in. Po-Dzielnia w Poznaniu, Dzielna7 w Kielcach, freeshop w Opolu czy sklep działający na skłocie Syrena oraz Podzielnia w Warszawie. Organizowane są też często wydarzenia, w czasie których można przynieść niepotrzebne rzeczy lub wziąć coś, czego się potrzebuje.

## Podobne zjawiska
W Stanach Zjednoczonych, grupy działające w ramach ruchu Really Really Free Market, organizują okresowe „dni na rynku” w parkach miejskich. Uczestnicy takich wydarzeń dzielą się niepotrzebnymi przedmiotami, jedzeniem oraz swoimi umiejętnościami i talentami (rozrywka, strzyżenie, itp.). Niekiedy używane przedmioty dobierane są z domów darczyńców. Ofiarodawcy często nie kierują się potrzebami finansowymi lub stricte antykapitalistycznymi przekonaniami, ale chęcią pozbycia się tego, co w innym przypadku byłoby śmieciami.
Innym podobnym zjawiskiem jest organizacja Freecycle Network. Została założona w Arizonie w Stanach Zjednoczonych w celu skontaktowania ludzi, którzy mieli dodatkowe rzeczy do pozbycia się, a którzy czegoś potrzebowali. Było to zorganizowanych jako listy dyskusyjne/dystrybucyjne i zwykle umieszczane na jednej z bezpłatnych stron internetowych. Podobna koncepcja funkcjonuje w Australii od 2011. Za pośrednictwem Ziilch, witryny internetowej, która umożliwia bezpłatne wystawianie towarów na sprzedaż przez inne osoby bez żadnych kosztów.
W 2007 podobna koncepcja zaczęła się rozwijać w hrabstwie Devon w Anglii, gdzie powstała grupa bezpłatnych księgarni o nazwie Book-Cycle; jest to zarejestrowana organizacja charytatywna prowadzona przez wolontariuszy, która przekazuje książki i drzewa w zamian za darowizny. Dochody są wykorzystywane do wysyłania bezpłatnych książek do krajów rozwijających się i sadzenia drzew w okolicy.
W internecie działają witryny, na których ludzie wymieniają się rzeczami lub oddają je za darmo.